# Vicky McClure
Vicky Lee McClure (Nottingham, 8 maggio 1983) è un'attrice britannica.
È nota per aver preso parte al film This Is England, ed alle serie che lo hanno seguito, interpretando il ruolo di Lol. Ha vinto un BAFTA Award come miglior attrice.

## Biografia
Suo padre era un falegname e sua madre era una parrucchiera. Ha una sorella maggiore Jenny. McClure ha studiato alla Fernwood School. Dall'età di tre anni ha preso lezioni di ballo e ha fatto un'audizione per il Central Junior Television Workshop quando aveva 11 anni. Senza successo al suo primo tentativo, è stata richiamata una settimana dopo che un altro bambino ha abbandonato. Mentre era lì, è stata allenata e guidata dalla collega attrice di Nottingham Samantha Morton. McClure ha fatto con successo un'audizione per l'ingresso all'Accademia delle arti teatrali di Italia Conti, all'età di 16 anni, ma la sua famiglia non poteva permettersi le tasse scolastiche, e lei rimase al Workshop.
A 15 anni, le è stato chiesto di fare un provino per una parte nel film indipendente di Shane Meadows A Room for Romeo Brass. La più giovane all'audizione, è stata richiamata e ha ottenuto il ruolo di Ladine Brass. Si è assicurata un agente, ma non ha ottenuto parti per quattro anni. Dopo aver iniziato un corso di recitazione presso il college locale dopo aver lasciato la scuola, ha lasciato per lavorare nel commercio al dettaglio, inizialmente per H. Samuel e poi per Dorothy Perkins. All'età di 19 anni ha rinunciato alle sue ambizioni di recitazione per 12 mesi, ma poi ha accettato un lavoro d'ufficio part-time a Nottingham per permetterle di fare un'audizione per le parti, principalmente a Londra.
Dopo un periodo di 18 mesi in cui ha recitato in soap opera e TV diurna, McClure ha poi lavorato al film e alla miniserie This is England dal 2006 al 2015, interpretando il ruolo di Lorraine "Lol" Jenkins. In un'intervista dell'aprile 2007 con Time Out , McClure ha parlato di Meadows che si era avvicinata a lei per il ruolo mentre era in un pub con Andrew Shim. Ha descritto la realizzazione del film, che è stata altamente improvvisata, come "risate e battute costanti". Nel 2011, la sua interpretazione di Lorraine "Lol" Jenkins in This is England '86 le è valsa il British Academy Television Award come migliore attrice e il Premio della Royal Television Society per la migliore attrice.
McClure ha recitato nella commedia londinese Sacro e profano, il primo lungometraggio diretto da Madonna. Ha ammesso di essere stata leggermente colpita dalle star al primo incontro con Madonna: "Ho cercato di comportarmi nel modo più freddo possibile, ma dentro di me sono tipo," Oh mio Dio; c'è Madonna!" Non puoi farne a meno". Il film è stato presentato in anteprima al Festival Internazionale del Cinema di Berlino il 13 febbraio 2008.
Nel luglio 2016, è apparso come Winnie Verloc in The Secret Agent, basato sull'omonimo romanzo di Joseph Conrad.
McClure ha recitato nel thriller televisivo della BBC The Replacement nel 2017. Nel febbraio 2017, ha debuttato sul palcoscenico professionale al Nottingham Playhouse nella produzione per il quarantesimo anniversario di Touched di Stephen Lowe. McClure ha lavorato come doppiatore per lo spettacolo More4 A Year on the Farm nell'agosto 2017.

## Vita privata
McClure vive a Nottingham con il regista gallese Jonny Owen. Il 28 dicembre 2017 hanno annunciato il loro fidanzamento.
Ha formato l'Our Dementia Choir nel 2019, dopo che l'esperienza dell'Alzheimer della sua defunta nonna le ha insegnato il potere curativo della musica. McClure ha lavorato a un documentario per aumentare la consapevolezza della malattia, che è culminato in un'esibizione davanti a 2.000 persone alla Royal Concert Hall di Nottingham. Dal 2018 è anche Ambasciatrice dell'Alzheimer's Society e da molti anni partecipa all'Alzheimer's Society Memory Walks. Nel 2013, ha aperto l'unità Hogarth Teenage Cancer Trust al Nottingham City Hospital e da allora è rimasta un'avida sostenitrice del Teenage Cancer Trust.

## Filmografia

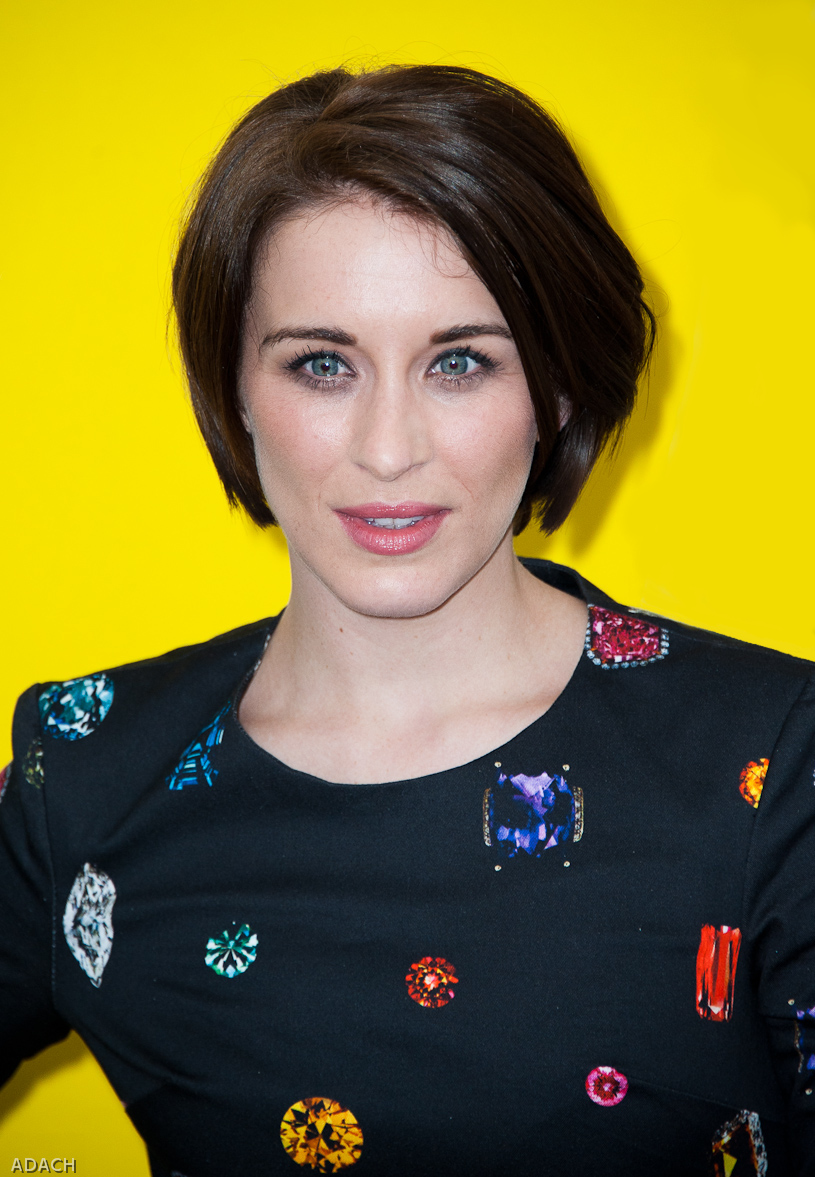
McClure nel 2014

### Cinema
- A Room for Romeo Brass, regia di Shane Meadows (1999)
- Birth Day, regia di Laura Smith (2004)
- The Stairwell, regia di Shane Meadows (2005)
- This is England, regia di Shane Meadows (2006)
- Sacro e profano (Filth and Wisdom), regia di Madonna (2008)
- Just Before Dawn, regia di Loren Slater (2010)
- Redemption - Identità nascoste, regia di Steven Knight (2013)

### TV e home video
- Doctors - serie TV, un episodio (2000)
- Tough Love, regia di David Drury (2002) - film TV
- Enough Rope, regia di Lynne Harwood (2009)
- Cast Offs - serie TV, un episodio (2009)
- Five Daughters - serie TV, 3 episodi (2010)
- This Is England '86, regia di Shane Meadows - serie TV, 4 episodi (2010)
- Walk Like a Panther - serie TV, un episodio (2011)
- Stolen, regia di Justin Chadwick (2011) - film TV
- Coming Up - serie TV, un episodio (2011)
- Body Farm - Corpi da reato (The Body Farm) - serie TV, un episodio (2011)
- This Is England '88, regia di Shane Meadows - serie TV, 3 episodi (2011)
- True Love - serie TV, un episodio (2012)
- Line of Duty - serie TV (2012)
- Broadchurch - serie TV (2013)
- This Is England '90, regia di Shane Meadows - serie TV, 4 episodi (2015)
- Insomnia – serie TV, 6 episodi (2024)

## Doppiatrici italiane
Nelle versioni in italiano dei suoi lavori, Vicky McClure è stata doppiata da:
- Debora Magnaghi in This is England
- Francesca Fiorentini in Sacro e profano
- Gilberta Crispino in Line of Duty
- Barbara De Bortoli in Redemption - Identità nascoste
- Daniela Calò in Broadchurch

## Premi e nomination
| Anno | Risultato       | Premio                  | Categoria            | Film o serie        | Personaggio |
| ---- | --------------- | ----------------------- | -------------------- | ------------------- | ----------- |
| 2011 | Candidato/a     | TV Quick Award          | Best Actress         | This is England '86 | Lol         |
| 2011 | Vincitore/trice | RTS Television Award    | Best Actor (Female)  | This is England '86 | Lol         |
| 2011 | Vincitore/trice | BAFTA Television Awards | Best Actress         | This is England '86 | Lol         |
| 2012 | Candidato/a     | RTS Television Award    | Best Actor (Female)  | This is England '88 | Lol         |
| 2012 | Candidato/a     | BAFTA Television Awards | Best Actress         | This is England '88 | Lol         |
| 2012 | Candidato/a     | Glamour Award           | Pandora Breakthrough |                     |             |